# Polioptila albiloris
Polioptila albiloris е вид птица от семейство Polioptilidae.

## Разпространение
Видът е разпространен в Гватемала, Коста Рика, Мексико, Никарагуа, Салвадор и Хондурас.